# Howie Morenz
Howard William Morenz (21. září 1902, Mitchell, Ontario - 8. března 1937, Montreal, Québec) byl kanadský profesionální hokejista. Zemřel na následky zranění v zápase s týmem Chicago Blackhawks ve věku 34 let. Od roku 1945 je členem hokejové síně slávy. U příležitosti 100. výročí NHL byl v lednu 2017 vybrán jako jeden ze sta nejlepších hráčů historie ligy.

## Ocenění
- Art Ross Trophy - 1928 a 1931
- Hart Memorial Trophy - 1928, 1931 a 1932
- NHL Goal Leader - 1928
- Stanley Cup - 1924, 1930 a 1931

## Klubové statistiky
| Sezona     | Klub                | Soutěž     | Základní část | Základní část | Základní část | Základní část | Základní část | Play off | Play off | Play off | Play off | Play off |
| Sezona     | Klub                | Soutěž     | Z             | G             | A             | B             | TM            | Z        | G        | A        | B        | TM       |
| ---------- | ------------------- | ---------- | ------------- | ------------- | ------------- | ------------- | ------------- | -------- | -------- | -------- | -------- | -------- |
| 1919–20    | Stratford Midgets   | OHA-Jr.    | 5             | 14            | 4             | 18            | —             | 7        | 14       | 12       | 26       | —        |
| 1920–21    | Stratford Midgets   | OHA-Jr.    | 8             | 19            | 12            | 31            | —             | 13       | 38       | 18       | 56       | —        |
| 1921–22    | Stratford Midgets   | OHA-Jr.    | 4             | 17            | 6             | 23            | 10            | 5        | 17       | 4        | 21       | —        |
| 1921–22    | Stratford Indians   | OHA-Sr.    | 4             | 10            | 3             | 13            | 2             | 8        | 15       | 8        | 23       | 21       |
| 1922–23    | Stratford Indians   | OHA-Sr.    | 10            | 15            | 13            | 28            | 19            | 10       | 28       | 7        | 35       | 36       |
| 1923–24    | Montreal Canadiens  | NHL        | 24            | 13            | 3             | 16            | 20            | 6        | 7        | 3        | 10       | 10       |
| 1924–25    | Montreal Canadiens  | NHL        | 30            | 28            | 11            | 39            | 46            | 6        | 7        | 1        | 8        | 8        |
| 1925–26    | Montreal Canadiens  | NHL        | 31            | 23            | 3             | 26            | 39            | —        | —        | —        | —        | —        |
| 1926–27    | Montreal Canadiens  | NHL        | 44            | 25            | 7             | 32            | 49            | 4        | 1        | 0        | 1        | 4        |
| 1927–28    | Montreal Canadiens  | NHL        | 43            | 33            | 18            | 51            | 66            | 2        | 0        | 0        | 0        | 12       |
| 1928–29    | Montreal Canadiens  | NHL        | 42            | 17            | 10            | 27            | 47            | 3        | 0        | 0        | 0        | 6        |
| 1929–30    | Montreal Canadiens  | NHL        | 44            | 40            | 10            | 50            | 72            | 6        | 3        | 0        | 3        | 10       |
| 1930–31    | Montreal Canadiens  | NHL        | 39            | 28            | 23            | 51            | 49            | 10       | 1        | 4        | 5        | 10       |
| 1931–32    | Montreal Canadiens  | NHL        | 48            | 24            | 25            | 49            | 46            | 4        | 1        | 0        | 1        | 4        |
| 1932–33    | Montreal Canadiens  | NHL        | 46            | 14            | 21            | 35            | 32            | 2        | 0        | 3        | 3        | 2        |
| 1933–34    | Montreal Canadiens  | NHL        | 39            | 8             | 13            | 21            | 21            | 2        | 1        | 1        | 2        | 0        |
| 1934–35    | Chicago Black Hawks | NHL        | 48            | 8             | 26            | 34            | 21            | 2        | 0        | 0        | 0        | 0        |
| 1935–36    | Chicago Black Hawks | NHL        | 23            | 4             | 11            | 15            | 20            | —        | —        | —        | —        | —        |
| 1935–36    | New York Rangers    | NHL        | 19            | 2             | 4             | 6             | 6             | —        | —        | —        | —        | —        |
| 1936–37    | Montreal Canadiens  | NHL        | 30            | 4             | 16            | 20            | 12            | —        | —        | —        | —        | —        |
| NHL celkem | NHL celkem          | NHL celkem | 550           | 271           | 201           | 472           | 546           | 47       | 21       | 12       | 33       | 66       |